# 摩哈赤战役
摩哈赤战役（匈牙利語：mohácsi csata 或 mohácsi vész）发生于1526年8月29日，是第十五次匈土战争期间（1521-1526）的战役之一。战役双方为拉约什二世率领的匈牙利王國军队及由苏莱曼一世率领的鄂圖曼军队。
在匈牙利贵族的鼓动下，匈牙利军队仓促出击，发起了正面进攻，但在奥斯曼军队协调一致的反击下迅速崩溃。国王拉约什二世及大量贵族在战斗中阵亡，造成王室军队的毁灭以及雅盖隆王朝在匈牙利和波希米亚的终结。战后匈牙利领土被奥斯曼帝国、哈布斯堡王朝和特兰西瓦尼亚公国瓜分为三。其領地被各國军队往来蹂躏，兵連禍結导致人口大幅锐减。匈牙利直到19世纪才得以重新恢复昔日疆域，而真正从哈布斯堡统治下实现完全独立，则是在第一次世界大战之后。
这场战役标志着奥斯曼–哈布斯堡长期对抗的开始，也宣告了匈牙利作为独立强国地位的结束。在匈牙利的历史记忆中，摩哈赤战役被视为一场悲剧，以及民族命运的转折点。

## 背景

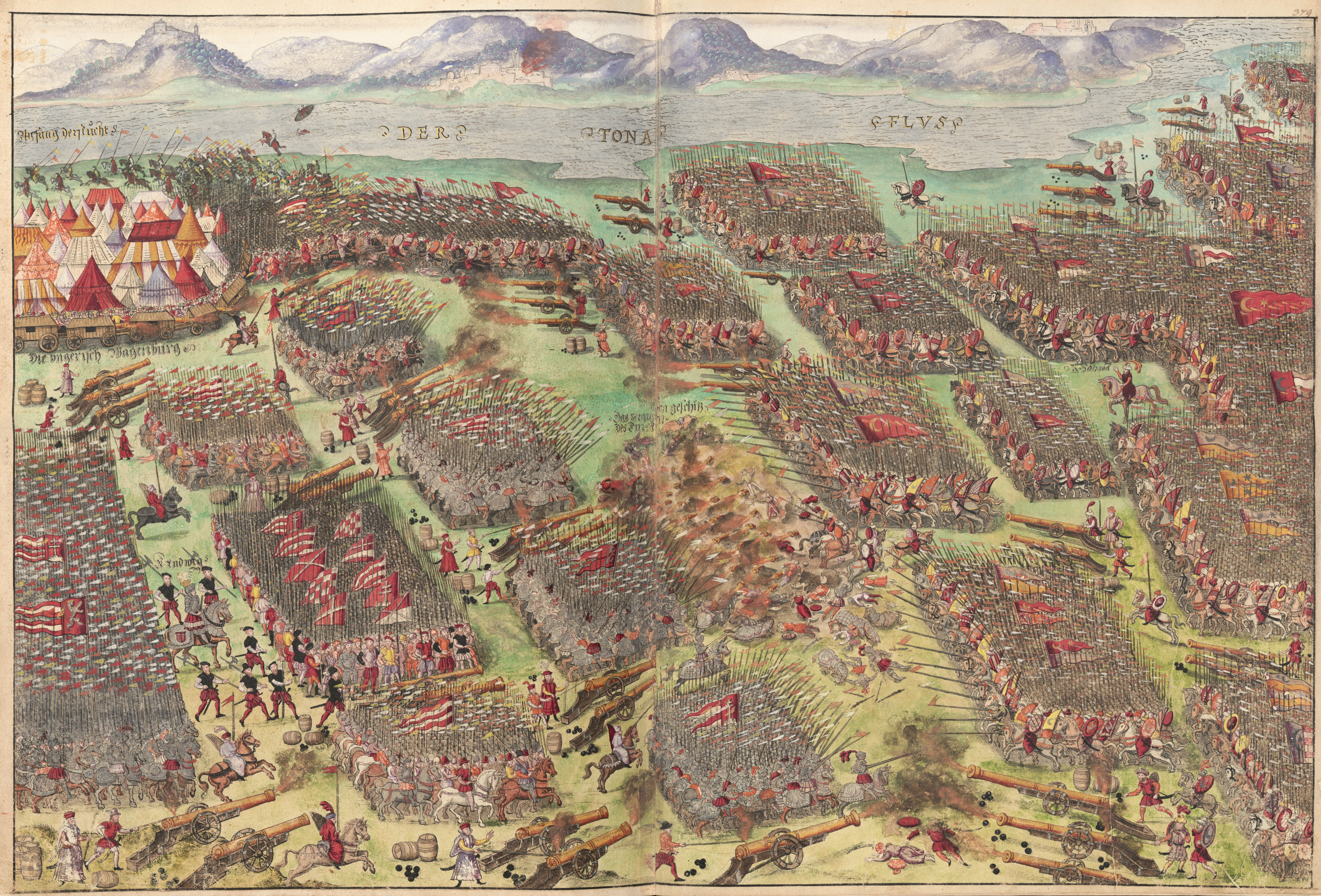
约翰·施赖尔的《摩哈赤战役》（1555年），详细描绘了匈牙利的战车方阵、基督教步兵、匈牙利重骑兵和火炮，以及塞尔维亚轻骑兵（战役中唯一的基督教轻骑兵单位）

### 匈牙利王权的衰落
在专制国王马加什·科尔温于1490年去世后，不希望再有强权统治的匈牙利贵族们推动了著名的软弱国王弗拉迪斯拉夫二世即位，他自1490年至1516年在匈牙利统治。他因习惯于无条件接受所有呈递给他的请愿和文件，被称为“多布热国王”（匈牙利语Dobzse，意为“好吧”）。
新当选的弗拉迪斯拉夫二世将大部分匈牙利王室领地、王室税收和特权赠予贵族，试图稳固新王朝并维持在贵族中的人气。由于王室财政和土地政策的幼稚，中央政府开始遭遇严重财政困境，主要原因是封建土地扩张以王室资产为代价。贵族通过议会大幅削减自身税负（减少了70–80%），但极大削弱了国家的防御能力。 弗拉迪斯拉夫成为贵族的“俘虏”，任何决策都必须经贵族同意。
马加什·科尔温时代建立的欧洲最大常备雇佣军匈牙利黑军团被贵族解散。国家行政体系和官僚体系也遭到拆解。边境守卫和城堡驻军因欠薪而弃守，防御工程荒废，增税强化防御的倡议屡遭压制。匈牙利的国际地位迅速下滑，政治稳定动摇，社会进步陷入停滞。新教传入后，国内局势进一步恶化。
1514年，年老体衰的弗拉迪斯拉夫二世面临由焦尔吉·多扎领导的大规模农民起义，最终被约翰·扎波尔亚领导的贵族残酷镇压。多扎起义之后，农民阶层被血腥打压，极大削弱了国家凝聚力，为1526年奥斯曼帝国的入侵埋下了伏笔。

### 雅盖隆-哈布斯堡联合抵御突厥

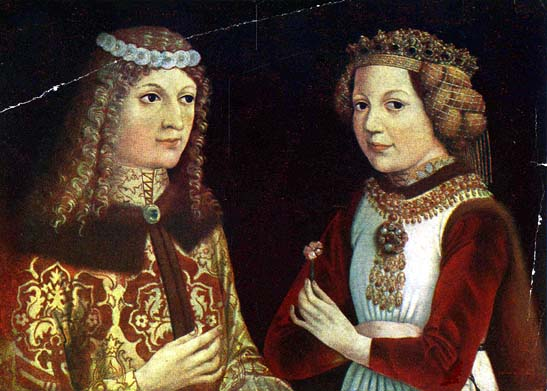
匈牙利的拉约什二世和妻子奥地利的瑪麗亞的肖像

1522年，匈牙利国王拉約什二世与哈布斯堡的瑪麗亞联姻。奥斯曼帝国视这一雅盖隆-哈布斯堡联盟为对巴尔干霸权的威胁，并设法破坏它。在1520年苏莱曼大帝登基后，曾至少向匈牙利提出一至两次和谈建议，但拉约什二世拒绝了，原因不明。可能因为拉约什清楚国内形势，且在1525年波兰与奥斯曼达成和平后，他认为战争比和平更有利。
即使在和平时期，奥斯曼人也持续侵扰匈牙利边境并夺取城堡，最终在1526年，奥斯曼军队沿多瑙河北上。
在15世纪末至16世纪初，弗拉迪斯拉夫二世、拉约什二世及克罗地亚贵族多次向神圣罗马帝国皇帝马克西米连一世求援，但实际帮助寥寥。直到南部要塞陆续陷落后，奥地利大公（后来的神圣罗马帝国皇帝斐迪南一世）才积极援助。他召集庄园主派兵，最终派遣了2000名德意志步兵，但未能驻守边境要塞，只临时加强了防线。
阿尔弗雷德·科勒认为，费迪南、玛丽与拉约什试图协调防御，但由于年轻的拉约什二世缺乏决断力，匈牙利贵族也普遍意识到其软弱。相比之下玛丽更有魄力，但她依赖的外籍顾问引发了贵族的不信任。

### 贝尔格莱德的失陷
匈牙利长期抵抗奥斯曼扩张，但1521年奥斯曼军沿多瑙河北上，占领了南多尔费黑尔堡（Nándorfehérvár，今贝尔格莱德）和沙巴奇（Szabács，今沙巴茨），使南匈牙利大部分地区变得无法防守，这两座重镇的失陷在国内引发极大震动。1523年10月18日，匈牙利贵族联合誓言收复贝尔格莱德，筹集资金组建一支6万人、配备100门大炮的军队，这在当时欧洲堪称规模空前。
教廷驻匈牙利王廷使节于1524年1月記錄道：
我注意到，匈牙利政府集结6万军队的举动反而失去了西欧许多财政支持者。到1524年1月底，教廷使节拒绝拨付原定援助金，理由是：

“既然匈牙利人能自筹如此大军，就不需要援助。”
然而由国王亲自统帅但组织混乱、后勤失败的军队，在饥饿与疾病威胁下未战自溃，未能收复贝尔格莱德。1523年，英勇的牧师兼职将领帕尔·托莫里被任命为南匈牙利总司令。

### 欧洲内战和法土联盟
此时欧洲局势也动荡不安。德国的富格尔家族垄断了金融業，掌控了天主教会赎罪券的发行，引发国际丑闻，并促成了宗教改革的爆发。1517年后，欧洲舆论被宗教争议撕裂，加之1524–1526年的德国农民战争，造成10万余人死亡。1521–1526年间，西欧各国忙于意大利战争（1494–1559年）。法国国王弗朗索瓦一世寻求东方盟友，曾向波兰和匈牙利递交结盟请求，但匈牙利王廷拒绝。不过特兰西瓦尼亚公爵约翰·扎波尔亚表现出合作意愿，但正式协议直到1528年才签订。
1525年2月24日，弗朗索瓦一世在帕维亚战役中败于神圣罗马帝国皇帝查理五世，被俘并被迫签订《马德里条约》。在这一外交转折点上，法国与奥斯曼帝国结成正式同盟——法国-奥斯曼帝国联盟，作为对抗哈布斯堡的盟友，这一联盟持续近三个世纪。
为减轻哈布斯堡对法国的压力，1525年弗朗索瓦请求苏莱曼出兵西欧，而从奥斯曼帝国前往神圣罗马帝国必经匈牙利。此请求契合了苏莱曼扩张欧洲的意图，进而促成了1526年摩哈赤战役的爆发。听闻战事消息后，年轻的匈牙利国王拉约什二世向欧洲诸侯求援，但仅英格兰国王亨利八世承诺支援（援助实际于1527年送达匈牙利女王瑪麗亞手中），教皇则承诺提供5万金币，而查理五世与斐迪南一世（匈牙利国王的连襟）均未采取实质行动。

## 准备工作
匈牙利已经长期对抗鄂圖曼帝國于南欧的扩张。匈牙利国王拉约什二世透过于1521年与奥地利的瑪麗联姻令王国与哈布斯堡王朝关系更加密切，而鄂圖曼帝国也知道必需打破这个初期的联盟；在拉约什二世拒绝维持和平的提议之后，鄂圖曼帝国决意出兵干预。在1526年6月，一支鄂圖曼远征军越过多瑙河攻击匈牙利本土。 
匈牙利军队被分成三个主要部分：川西凡尼亚军团负责守卫喀尔巴阡山脉南部的关口，而军队主力由国王拉约什二世亲自指挥，而其它较小规模的军团则由克罗地亚伯爵克里斯托夫·法蘭高賓（Christopher Frankopan）指挥。由于王国地理位置的关系，土耳其军队直至在度过巴尔干山脉的时候才确定最后的攻击目标是王国首都。但在这时候川西凡尼亚军团比土耳其军队离开布达（现布达佩斯市西部城区，当时匈牙利王国首都）更远。之后有文献指出因特兰西瓦尼亚总督扎波尧伊·亚诺什的军队未能及时抵达，所以必须承担部分失利的责任。
匈牙利军队所选择的战场是多瑙河下游一片广阔但崎岖的平原，包括一些沼泽地。鄂圖曼军队之前几乎没有遇上任何抵抗。当拉约什二世于布达等待开战的时候，鄂圖曼军队已经围攻数个城镇并越过萨瓦河及德拉瓦河。拉约什二世集合了大约26,000名士兵，而當時鄂圖曼一方所集結兵力，保守估算是50,000人，另據考究現代的史學家們則認為其兵力當時達到了100,000人。鄂圖曼一方在戰前徵召的巴爾幹軍團，據載大部分是波士尼亞人或克羅地亞人。匈牙利军队列好阵势，希望凭借地理优势获得这场战争的胜利。

## 战斗
真正的战斗只进行了两小时。起初苏莱曼一世的军队先锋，鲁米利亚军团，行进到战场之内，被由柏爾·杜蒙尼（Pál Tomori）所率领的匈牙利军队伏击後重創，战局并向匈牙利军队预计的情况发展，隨後匈牙利军队乘勝追擊直撲蘇丹的指揮部。有一段时间苏莱曼一世自己非常危险，匈牙利军队的箭击中了他的盔甲，最後由於新軍的槍炮火力網、大量的障礙物以及大量的徵招兵的自殺攻擊才成功穩住陣腳。但当奥斯曼军队主力于中午抵达后，战局迅速逆转由于未有及时增援，所以延误战机，匈牙利军队的进攻变成不能挽回的溃散。他们未能持续进攻，那些未有逃走的士兵被杀和俘虏。未能趕上首波攻勢的匈牙利國土傭僕部隊則拒絕投降，並在重創土耳其軍隊後全軍覆沒。據信拉约什二世是於黎明時分撤離戰場，但在跨越切萊流河（匈牙利語：Csele-patak）時跌下馬，被身披重甲拖累而溺亡。另外也有近千名匈牙利貴族及領戰者被殺，大致相信有超過14,000名匈牙利士兵在戰事開初陣亡。

## 战后

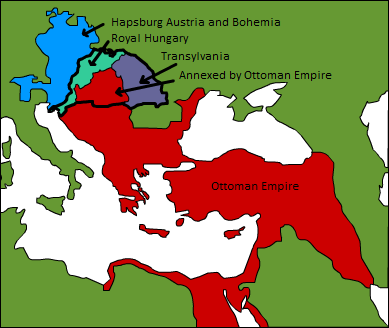
1526年後匈牙利領土的瓜分
皇家匈牙利；
特兰西瓦尼亚
鄂圖曼帝国；
哈布斯堡奧地利

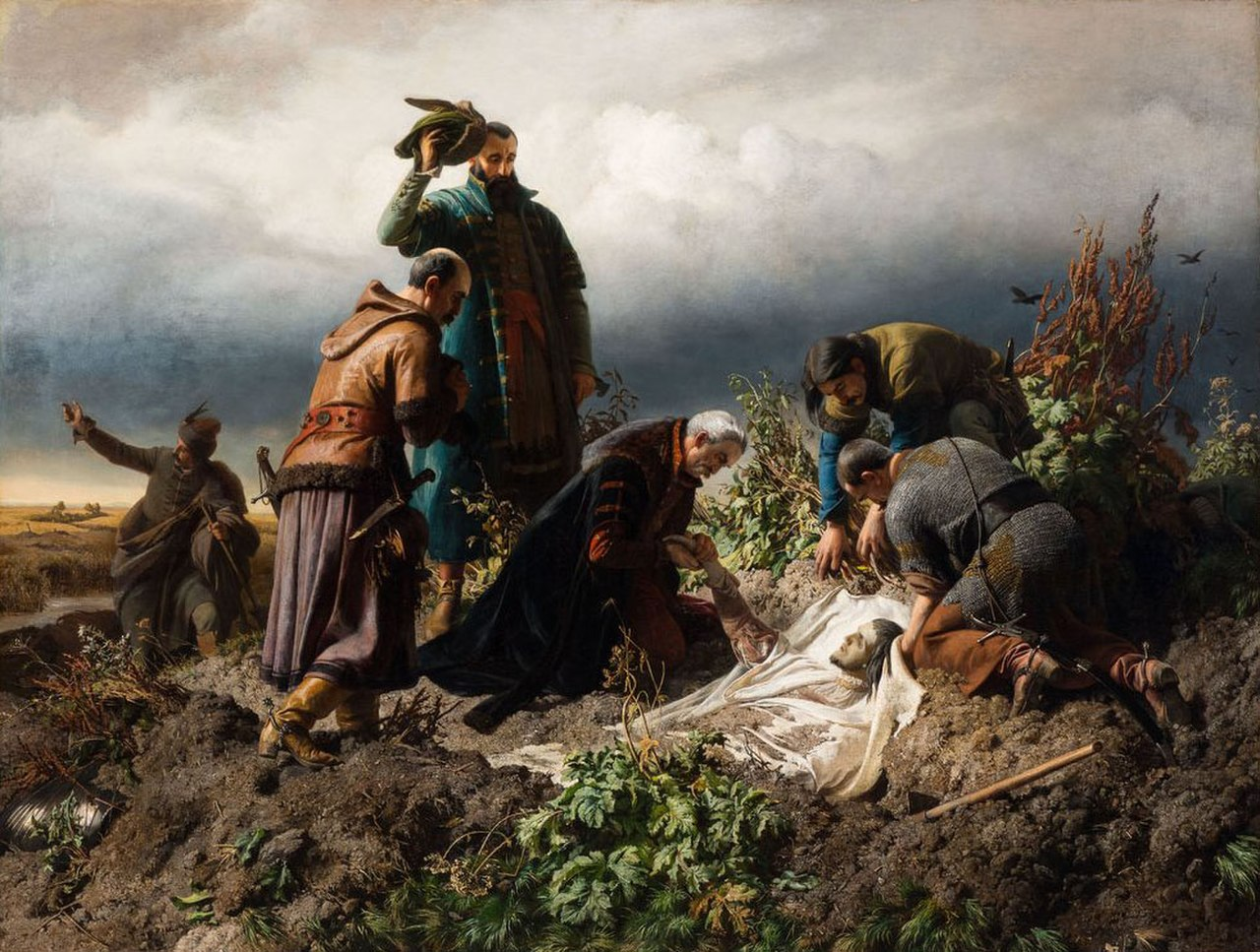
尋獲拉約什二世的遺體

戰後苏莱曼一世下令將戰俘全數滅口。两日后他于他的日记中写到：“苏丹得到大臣及酋长们的效忠，屠杀2,000名战俘，大雨如注。”
这次胜利并未令鄂圖曼帝國得到想要的自身安全。战争意味着独立的匈牙利王國灭亡，但鄂圖曼军队于九月撤退，匈牙利王国剩余领土被拉约什二世的妻舅，哈布斯堡王朝的奥地利大公斐迪南夺取，并透过与上任匈牙利及波希米亚国王乌拉斯洛二世签订的条约继承这片土地。奥地利控制匈牙利北部三分一土地和现今的克罗地亚北部，而鄂圖曼帝國则得到匈牙利西南部和半独立的，由原总督扎波尧伊·亚诺什（他受到国内小贵族支持加冕为王，称亚诺什一世）统治特兰西瓦尼亚的宗主权，利用这些据点入侵东面仍然独立的匈牙利贵族及西北面的奥地利领地，后来更导致1529年鄂圖曼军队围攻维也纳，是为维也纳之围。
这场战役有时会与14世纪发生的尼科波利斯战役和克雷西战役比较，协同作战能力相对较差的匈牙利军队普遍受到较大损失，但纪律性较强的鄂圖曼军队则较少损失。
对于在东欧得到这个稳当的基地，鄂圖曼军队强大的重骑兵、有效率的轻骑兵及火炮将能不断对中欧进攻整整一个世纪。它们对匈牙利的影响，始于1529年鄂圖曼帝国支持扎波尧伊·亚诺什（擁有匈國東部的特兰西瓦尼亚）对抗斐迪南（擁有匈國西部），直至1699年鄂圖曼帝國對奧地利签订卡尔洛夫齐条约，割让匈牙利为止。
| 匈牙利的历史变迁 |
| ---------------- |
|                  |

## 遗产

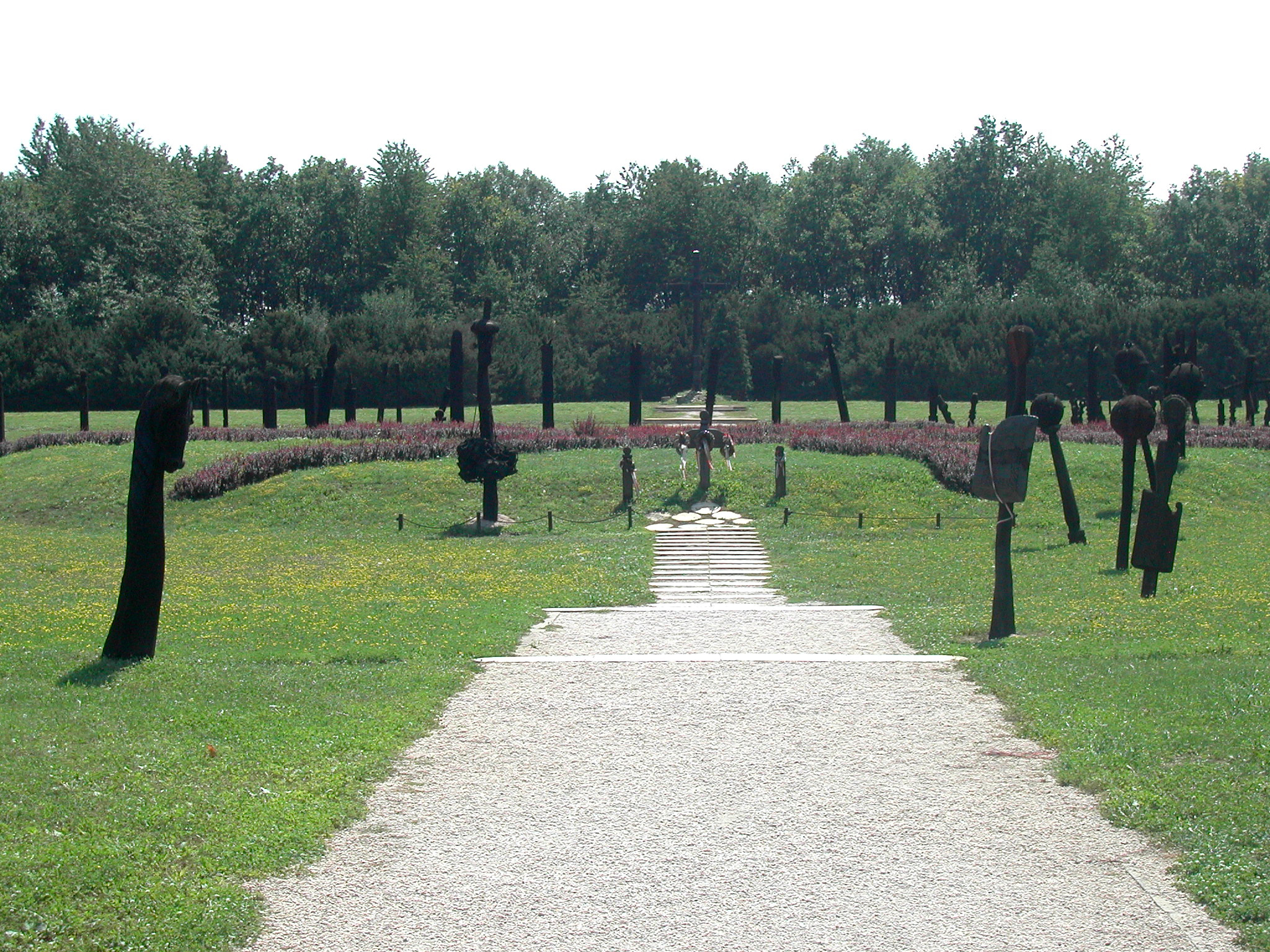
第一次摩哈赤战役战场遗址

虽然摩哈赤战役是一场决定性的惨败，但真正终结匈牙利完全独立地位的是战后的局势。在随后的两百年间，哈布斯堡王朝与奥斯曼帝国之间几乎持续不断的战争将匈牙利变成了一个永久性的战场，国土被分割为三部分。乡村经常被往来军队蹂躏，导致人口大幅锐减。 匈牙利直到19世纪才得以重新恢复昔日疆域，而真正从哈布斯堡统治下实现完全独立，则是在第一次世界大战之后。
于摩哈赤的失败对很多匈牙利人来说是决定性的，是匈牙利日趋没落的历史转折点，並成为了匈牙利民族的一个创伤。对于这个日子，直至400年后的今日都仍然提醒匈牙利民族他们对于任何困境都仍然坚毅不屈。现时匈牙利人一旦遇上困境，他们都会说「在摩哈赤所失去的远比现时的多」，藉此勉励自己面对困难。
战场位于沙托尔海伊村附近，于1976年，即战役450周年之际，被正式设立为国家历史纪念地。该纪念地由建筑师瓦达什·乔尔吉（György Vadász）设计。 一座新的接待大厅和展览馆同样由瓦达什设计，并在欧洲联盟部分资助下，于2011年完工。

## 延伸阅读
- Stavrianos, L.S. Balkans Since 1453, C. Hurst & Co. Publishers, 2000.
- Nicolle, David, Hungary and the fall of Eastern Europe, 1000–1568, Osprey Publishing, 1988.
- Stephen Turnbull, The Ottoman Empire 1326–1699, Osprey Publishing, 2003.
- Molnár, Miklós, A Concise History of Hungary, Cambridge University Press, 2001.
- Minahan, James B. One Europe, many nations: a historical dictionary of European national groups, Greenwood Press, 2000.
- Palffy, Geza. The Kingdom of Hungary and the Habsburg Monarchy in the Sixteenth Century (East European Monographs, distributed by Columbia University Press, 2010) 406 pages; Covers the period after the battle of Mohacs in 1526 when the Kingdom of Hungary was partitioned in three, with one segment going to the Habsburgs.
- History Foundation, Improvement of Balkan History Textbooks Project Reports (2001) ISBN 975-7306-91-6